# Serapias politisii
Serapias politisii là một loài thực vật có hoa trong họ Lan. Loài này được Renz miêu tả khoa học đầu tiên năm 1928.